# Thomas Norton (alchemist)

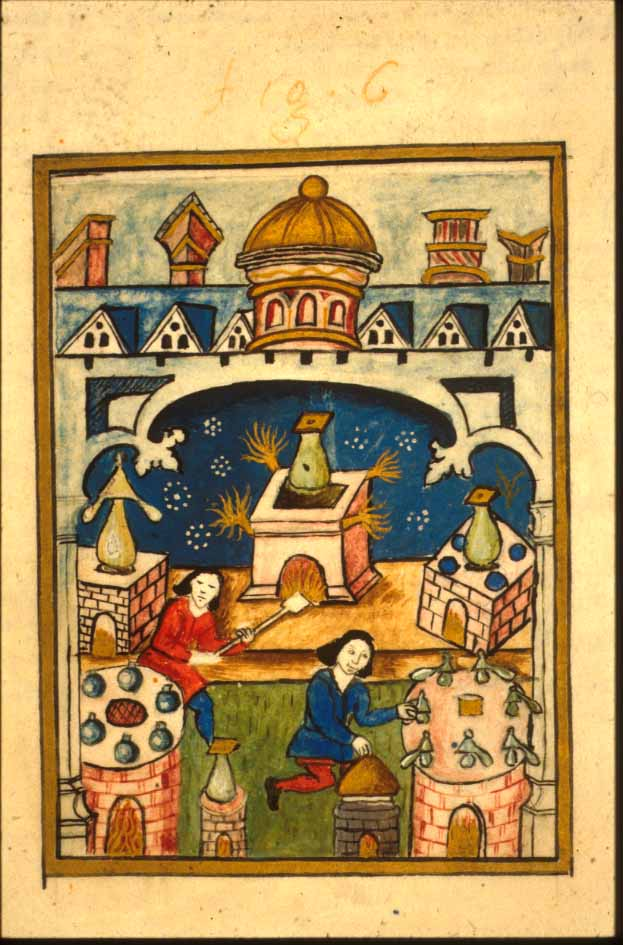
Thomas Norton The Ordinall of Alchemy Engeland: ca.1550-1600 MS Ferguson 191

Thomas Norton (ca.1433-ca.1513) was een Engels dichter en alchemist. Hij is de auteur van 'The Ordinall of Alchemy' (1477), een alchemistisch gedicht van ongeveer 3000 regels. Volgens Jonathan Hughes werd Norton geboren in Calne, Wiltshire. Hij werd een alchemist in de jaren 1450 en was een hoveling aan het hof van Eduard IV van Engeland, aan wie hij het gedicht ook opdroeg.
The Ordinall  (Het Wijdingsboek) kreeg ook een wijdverspreide faam toen Michael Maier een Latijnse vertaling van het gedicht opnam in zijn 'Tripus Aureus'. Het originele Engelse gedicht werd ook toegevoegd aan het uit 1652 daterende Theatrum chemicum Britannicum van Elias Ashmole.

## Illustraties bij The Ordinall of Alchemy
Uit het Theatrum chemicum Britannicum van Elias Ashmole: Thomas Norton - Ordinall of Alchemy

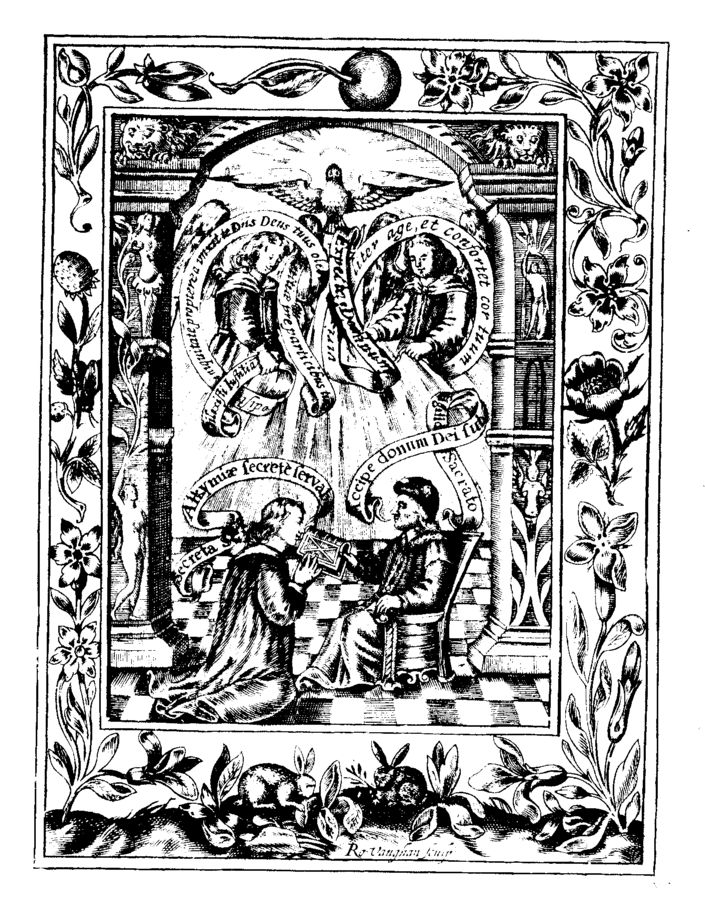
Leerling die van zijn meester de geheimen van de alchemie ontvangt
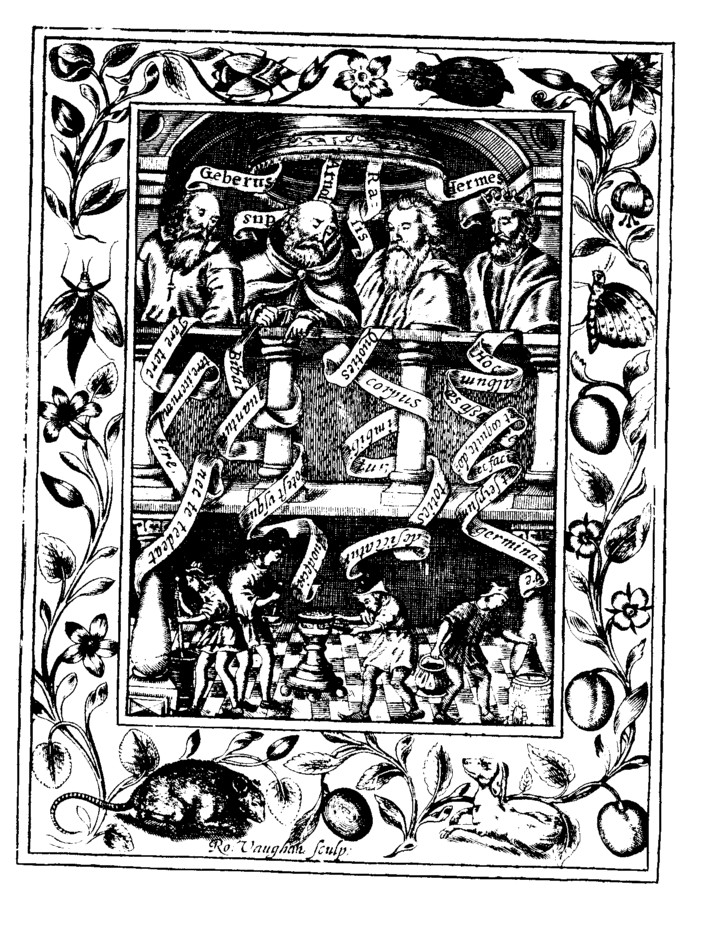
Vier oude meesters van de alchemie: Geber, Arnaud de Villeneuve, Razi en Hermes Trismegistus, wakend over het Opus Magnum
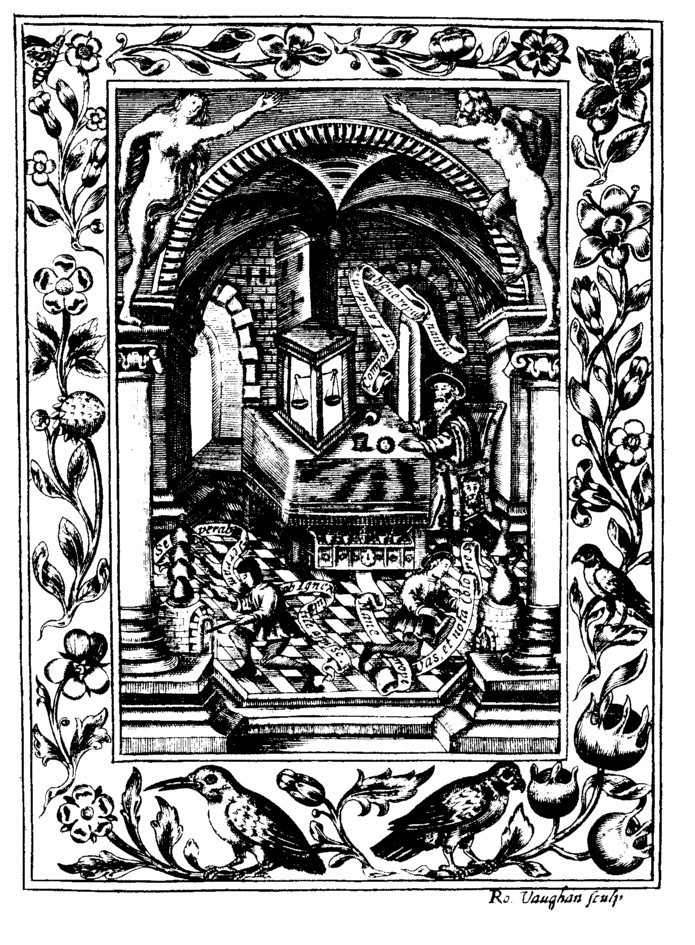
Alchemist voor een balans in een glazen kist
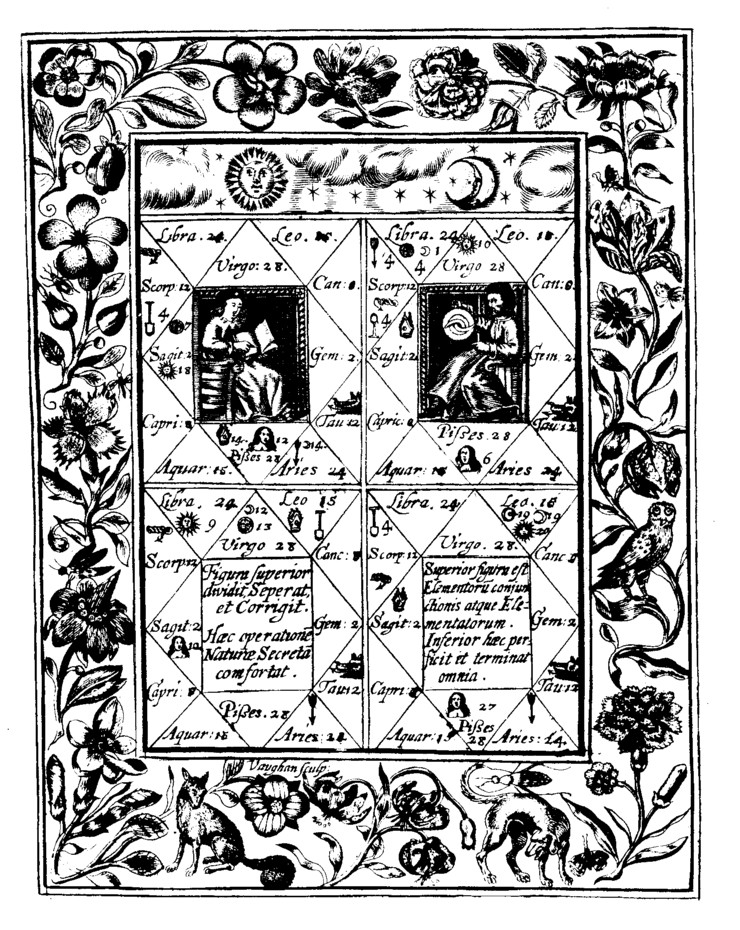
Astrologische aanwijzingen over de positie van maan en zon tijdens de verschillende fasen van het alchemistische proces
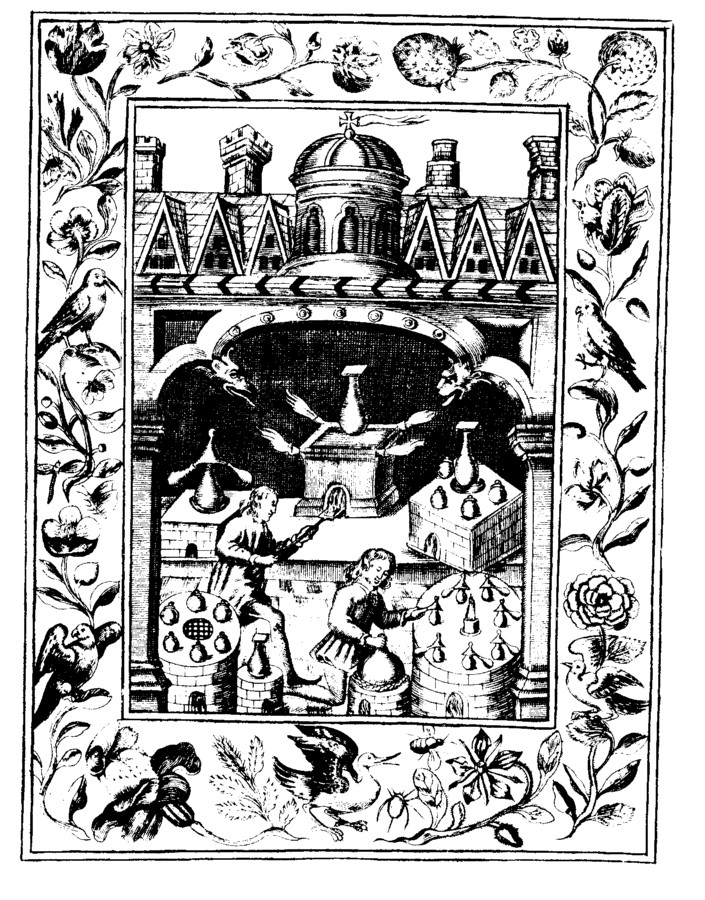
Alchemisten aan het werk